# Deinbollia angustifolia
Deinbollia angustifolia är en kinesträdsväxtart som beskrevs av D.W. Thomas. Deinbollia angustifolia ingår i släktet Deinbollia och familjen kinesträdsväxter. Inga underarter finns listade i Catalogue of Life.